# 1907年香港
|        | 香港歷史 \| 香港歷史年表                                                                                                   |
| 世紀： | 19世紀香港 \| 20世紀香港 \| 21世紀香港                                                                                     |
| 年代： | 1870年代香港 \| 1880年代香港 \| 1890年代香港 \| 1900年代香港 \| 1910年代香港 \| 1920年代香港 \| 1930年代香港               |
| 年份： | 1903年香港 \| 1904年香港 \| 1905年香港 \| 1906年香港 \| 1907年香港 \| 1908年香港 \| 1909年香港 \| 1910年香港 \| 1911年香港 |
| 紀年： | 丁未年（羊年）、香港開埠66周年                                                                                             |

## 大事記
- 香港律師會成立。
- 英國干諾公爵伉儷及女兒訪港。
- 在大埔設立北約理民府，大埔助理警司出任理民官。
- 財政收入緊絀，下令徵收酒稅。
- 香港組成首個報業團體報界公社。
- 大潭篤水塘擴建完成。
- 匯豐銀行增資至2,000萬港元[1]。
- 廣州造幣廠生產大量輔幣，香港頗受影響。
- 頒佈《人壽保險公司條例》。
- 美洲經濟不景氣，香港船務大受影響。
- 香港首間啤酒廠落成。
- 政府財政收入為660萬，支出576萬[1]。
- 總人口為414,368人，首次突破40萬大關，外國人佔18,550名[1]。
- 南洋兄弟煙草無限公司在香港成立，資本100萬元[2]:100。

### 1月
- 1月5日——孫中山在東京訪晤日本作家池亨吉（日语：池亨吉），告以萍瀏醴起義後，「風雲忽急，全國震蕩」，吾黨決乘此時機，「即將傳檄十八省會黨，聯絡聲氣，立刻舉事」，占據廣東省城，黃興將先期前往，並邀池亨吉參加舉事活動；黃興赴香港籌劃革命，宋教仁代理中國同盟會本部庶務幹事[2]:57。
- 1月25日——港督彌敦返港復職。

### 2月
- 2月15日——香港官立技術專科學校建成開學。
- 2月19日——孫中山派許雪湫謀舉義於廣東潮州，因泄露風聲，卒不果動[2]:63。

### 3月
- 3月7日——外務部與中英有限公司於北京訂立《廣九鐵路借款合同》，款額150萬鎊[2]:65。
- 3月15日——孫中山抵香港海面，未有登岸，隨即南行。

### 4月
- 4月4日——清廷諭准伍廷芳籌辦廣九鐵路事宜，4月25日復諭准伍廷芳、張振勳權理粵漢鐵路公司事宜[2]:68。
- 4月21日——彌敦調任南非納塔爾省總督，輔政司梅含理署任港督。

### 5月
- 5月1日——孫中山致函陳楚楠、張永福，請轉李永龍速赴香港加入革命活動[2]:70-71。

### 6月
- 6月11日——中國同盟會香港分會派劉師復謀炸廣東水師提督李準，炸彈在寓所不慎爆炸，劉被捕入獄[2]:75。劉師復在廣州西關謀炸廣東水師提督李準，未成[1]。

### 7月
- 九廣鐵路華段動工興建。
- 7月2日——前兩廣總督周馥抵港訪問。
- 7月29日——第14任港督盧吉抵港履新[3]。張靜江至香港，晤胡漢民、馮自由，補行入中國同盟會手續[2]:81。

### 9月
- 9月13日——港督盧吉伉儷巡視皇仁書院，期望該院成為遠東研究西方學術之中心[1]。

### 10月
- 德臣西報再次呼籲創立香港大學。
- 10月7日——香港與海外華商數萬人推舉代表向清廷請願，要求立即召開國會。
- 10月11日——香港政府頒布《禁止刊布逆言條例》，禁止革命黨人在港從事反對清廷活動[2]:90。
- 10月12日——孫中山自日本秘密購械運粵，謀作起義之用，由日輪「幸運丸」運抵廣東汕尾（海豐縣屬），因被清軍巡邏艇偵知，未克起卸，「幸運丸」乃駛香港[2]:90-91。
- 10月13日——日輪「幸運丸」抵香港，馮自由急邀胡漢民及日人萱野長知等人開會，決定擇定惠州平海卸械，與岸上黨人聯絡圖大舉，旋因日駐港代理領事知悉「幸運丸」運械事，乃飭該船速離港，計劃又告失敗[2]:91。

### 11月
- 11月11日——美國戰爭部長威廉·霍華德·塔夫脫抵港訪問。
- 11月29日——香港政府頒布條例嚴禁中國革命書報，違者監禁二年並充苦工或罰銀500元[2]:96。

### 12月
- 12月2日——港府派軍艦進入西江緝盜。

## 出生人物
- 5月6日－鄭德坤教授，考古學家，曾於1970年代末出任香港中文大學副校長。
- 7月10日－關祖堯爵士，香港政治家及執業律師，戰後曾參與創立香港房屋協會，曾先後出任立法局及行政局首席華人非官守議員，並於任內猝死。